# Cryptotis tropicalis
Cryptotis tropicalis és un mamífer molt petit de la família dels sorícids. Aquesta espècie viu als altiplans orientals de Chiapas (Mèxic) i a parts de Belize, El Salvador, Guatemala i Hondures. Fins fa poc se la considerava una subespècie de la musaranya d'orelles petites nord-americana (C. parva), però se li ha assignat la categoria d'espècie. La seva relació amb Cryptotis orophila encara ha de ser estudiada.